# Iglesia de San Jacinto (Varsovia)
La iglesia de San Jacinto (en polaco, Kościół św. Jacka) se sitúa en la Ciudad Nueva de Varsovia, Polonia, en ulica Freta 8/10.

## Historia
La iglesia de San Jacinto de Varsovia fue fundada por los dominicos y se ubica cerca del mayor monasterio de la ciudad. Estilísticamente, es una mezcla de arquitectura renacentista y barroca. Su construcción fue iniciada en 1603 y concluida en 1639.
Durante la construcción se le añadieron ornamentadas capillas. En 1627, Jadwiga Mińska fundó la Capilla de la Santa Cruz, llamada Capilla negra y en 1651, los Músicos Reales fundaron la Capilla de Nuestra Señora de las Nieves.
En 1655, fue saqueada y quemada por suecos y brandeburgueses como el resto de la ciudad. Reconstruida en 1661, se le añadió un campanario un año más tarde, y en 1690, Adam Kotowski fundó la Capilla de Santo Domingo, una de las más importantes.
En la Segunda Guerra Mundial, la iglesia y el monasterio adyacentes fueron hospital de campaña durante el levantamiento de Varsovia y sufrieron frecuentes bombardeos y daños.
La fachada conserva el aspecto barroco, no así el interior, dado que el mobiliario original fue destruido en su casi totalidad.